# Роже Версель
Роже Версель (фр. Roger Vercel; 8 січня 1894, Ле-Ман — 26 лютого 1957, Дінан) — французький письменник.

## Біографія
Роджер Дельфин Огюст Кретен (фр. Roger Delphin Auguste Cretin), який обрав собі літературний псевдонім Роже Версель, що згодом став також його офіційним ім'ям та призвищем був зачарований морем і морським життям. Хоча він практично ніколи не виходив у море, більшість його романів описували морські пригоди.
Перша світова війна перервала його вивчення літератури. На початку війни через поганий зір він був санітаром на полях боїв у північній та східній Франції. Через нестачу офіцерів армії він повернувся до Сен-Сіра. Закінчив війну на східному фронті і був звільнений через рік після перемир'я.
Він повернувся до Дінана, де в 1921 році його призначили професором Літературного коледжу. У 1927 році він здобув ступінь доктора літератури за дослідження «Образи у творчості Корнеля». Французька Академія вручила йому премію історії літератури Сентура.
Його спогади про війну надихнули деякі з його більш ранніх книг: «Отче наш Траян», «Капітан Конан», «Лена», але морський світ складає серцевину його творчості. Роман «Біля берегів Едему» приніс йому Премію Феміна від франко-американського комітету у 1932 році. У 1934 році він отримав Гонкурівску премію за роман «Капітана Конан».
Деякі його роботи були екранізовані:
- Буксири, 1941 (режисер Жан Гремійон)
- Гесклен, 1948 (режисер Бернар де Латур)
- Каламутні води, 1949 (режисер Анрі Калеф)
- Великі оплоти, 1954 (режисер Жак Піноте Курсель)
- Капітан Конан, 1996 (режисер Бертран Таверньє)